# Nian nian
Pour plus de détails, voir Fiche technique et Distribution.
Nian nian est un film taïwanais réalisé par Sylvia Chang, sorti en 2015.

## Synopsis
Yu-mei et Yu-nan sont nés sur l'Île verte dans l'est de Taïwan. Yu-mei est devenue peintre et entretient une relation avec Hsiang, un boxeur. Enceinte, elle retrouve son frère.

## Fiche technique
- Titre : Nian nian
- Titre original : 念念
- Titre anglais : Murmur of the Hearts
- Réalisation : Sylvia Chang
- Scénario : Sylvia Chang et Yukihiko Kageyama
- Musique : Chen Yang
- Photographie : Leung Ming-kai
- Montage : Chen Po-wen
- Production : Chong Lai-jan
- Société de production : Dream Creek et Red on Red Productions
- Pays :  Taïwan et  Hong Kong
- Genre : Drame
- Durée : 119 minutes
- Dates de sortie : 
  -  Taïwan : 10 avril 2015

## Distribution
- Isabella Leong : Yu-mei
- Lawrence Ko : Yu-nan
- Chang Hsiao-chuan : Hsiang
- Angelica Lee : Jen, la mère
- Julian Chen : le père
- Wang Shih-sian : l'entraineur de boxe
- Chia Hsiao-ku

## Distinctions
Le film a été nommé pour deux Hong Kong Film Awards